# Primocerioides
Primocerioides (лат.) — род двукрылых из семейства журчалок из подсемейства Eristalinae.

## Описание
Мухи похожи на представителей семейства большеголовок. Размер тела от 12 до 14 мм. Усики длиннее головы. Ариста — концевая. Глаза в светлых прилегающих волосках. Лицевой бугорок не выражен. Брюшко в основании суженно. Второй сегмент брюшка с параллельными сторонами, его ширина больше, чем длина.

## Биология
Особенности жизненного цикла известны на примере вида Primocerioides petri. Мухи этого вида в Японии встречены с марта по апрель на соцветиях Brassica rapa, Eurya japonica и Euptelea. Личинки развиваются в древесине Zelkova serrata, повреждённой стволовыми вредителями.

## Систематика
В составе рода:
- Primocerioides beijingensis Yang & Cheng, 1998
- Primocerioides petri (Hervé–Bazin, 1914)
- Primocerioides reale Violovitsh, 1985

## Распространение
Ареал рода разорван. Вид Primocerioides reale описан из Сербии, отмечен также в Греции (Лесбос) и на Кипре. Primocerioides petri обитает на юге Дальнего Востока (Приморский и Хабаровский край), Китае, Корее и Японии. Вид Primocerioides beijingensi отмечен в Китае